# Microtus pinetorum
Microtus pinetorum là một loài động vật có vú trong họ Cricetidae, bộ Gặm nhấm. Loài này được Le Conte mô tả năm 1830.